# Crosspost
Een crosspost is een techniek die oorspronkelijk op Usenet gebruikt wordt om een bericht in één keer in meerdere nieuwsgroepen te plaatsen door alle groepsnamen door komma's gescheiden op te nemen in de Newsgroups:-header. 
Crossposten komt echter niet alleen maar op Usenet voor, maar onder meer ook op sociale netwerken en internetforums.

## Usenet
Over het algemeen geeft men de voorkeur aan crossposten om verschillende redenen:
1. Het is makkelijker voor de poster omdat deze het bericht maar eenmaal hoeft te versturen.
2. Mensen die op meerdere groepen geabonneerd zijn, zien het bericht maar eenmaal. Hun newsreader zorgt hiervoor.
3. Alle antwoorden worden normaliter ook gecrosspost, en komen dus netjes bij elkaar terecht, en niet verspreid over meerdere groepen.

Echter, ook het crossposten naar een groot aantal groepen wordt over het algemeen niet als gewenst gezien. Daarom kan men bij het crossposten beter ook een Follow-Up:-header (Opvolging naar) instellen, om alle antwoorden naar de relevantste groep te laten sturen.
Een bericht in meerdere groepen afzonderlijk posten heet multiposten.

## Sociale netwerken en internetforums
Het gelijktijdig op verschillende sociale netwerken plaatsen van berichten wordt ook crossposten genoemd. Sommige van zulke sociale netwerksites bieden dat standaard aan en voor andere sites zijn er hulpmiddelen van derden voor nodig. Op sommige sociale netwerken is het ook mogelijk om binnen zo'n sociaal netwerk te crossposten als er bijvoorbeeld verschillende discussiegroepen zijn. 
Ook op internetforums komt het begrip voor wanneer forumleden in verschillende forums dezelfde vraag stellen. Dit laatste wordt over het algemeen als ongewenst ervaren.